# سوما إشيغاموري
سوما إشيغاموري (باليابانية: 石ヶ森 荘真) (مواليد 1 يوليو 2001) هو لاعب كرة قدم ياباني.

## وصلات خارجية
- سوما إشيغاموري على موقع رابطة كرة القدم اليابانية للمحترفين (اليابانية)
- سوما إشيغاموري على موقع Soccerway.com (الإنجليزية)